# Onze-Lieve-Vrouwhospitaal (Harelbeke)

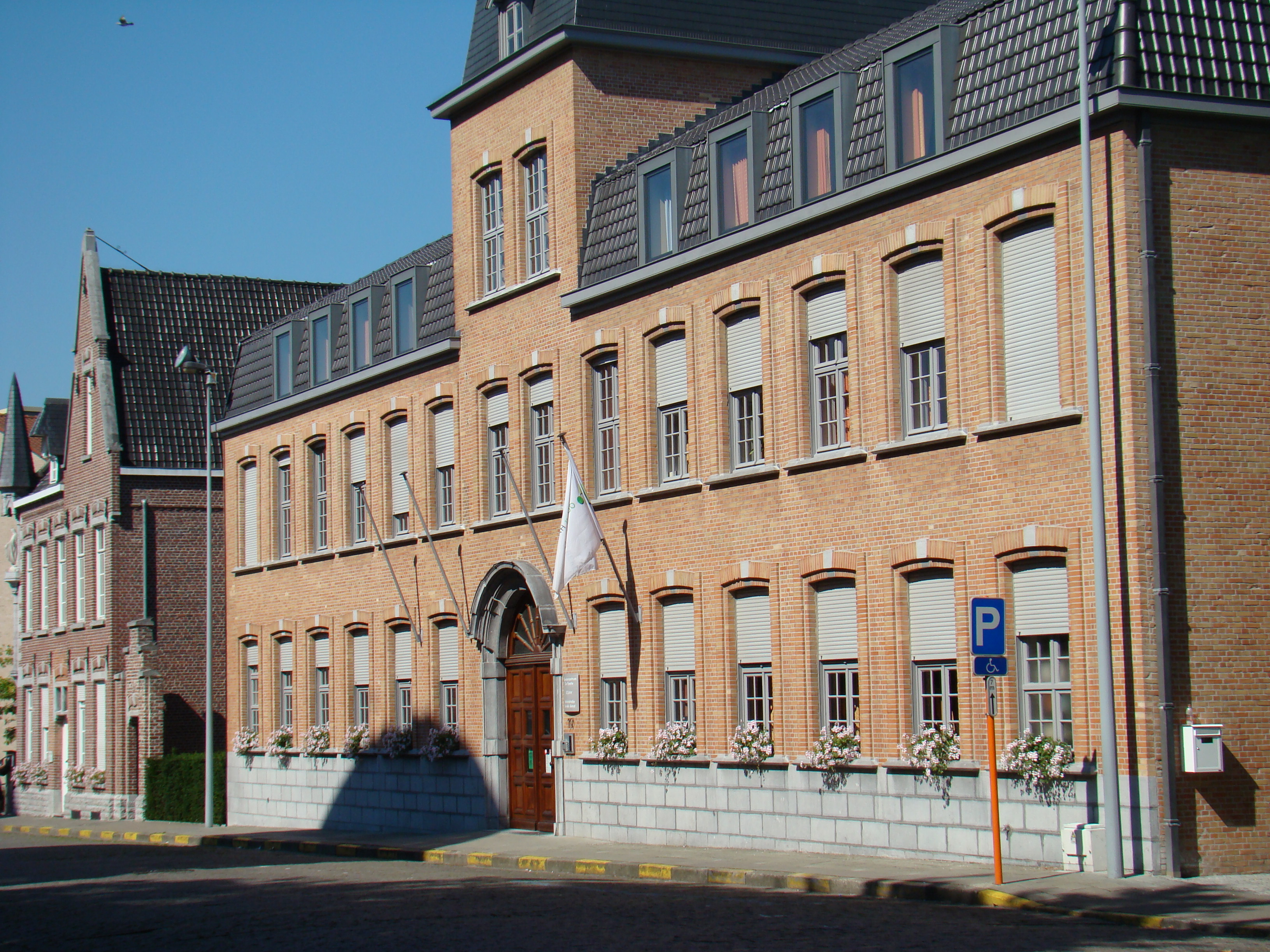
Hoofdgebouw van het hospitaal

Het Onze-Lieve-Vrouwhospitaal was een hospitaal in de Belgische stad Harelbeke van de Zusters Augustinessen dat nu in gebruik is als administratie en rusthuis van het OCMW en dienstencentrum De Parette. Het hospitaal was opgericht in 1900. Het was gelegen aan het Paretteplein. Oorspronkelijk opgericht als hospitaal werd het later en nu nog steeds gebruikt door het rusthuis.  Een groot deel van het gebouw werd gesloopt in 1993 om plaats te maken voor serviceflats van woonzorgcentrum "De Ceder".